# Xaver Ruckstuhl
Bruder Xaver Ruckstuhl (weltlicher Name: Bernhard Ruckstuhl) OSB (* 29. November 1911 in Niederbüren; † 10. Oktober 1979 in Engelberg, heimatberechtigt in Braunau) war ein Schweizer Benediktiner, Schreiner und Bildhauer. Sein Werk umfasst Stein- und Holzskulpturen, Grabplastiken, Plastiken, Sakrale Objekte sowie Kapellen- und Kirchenraumgestaltungen.

## Leben und Werk

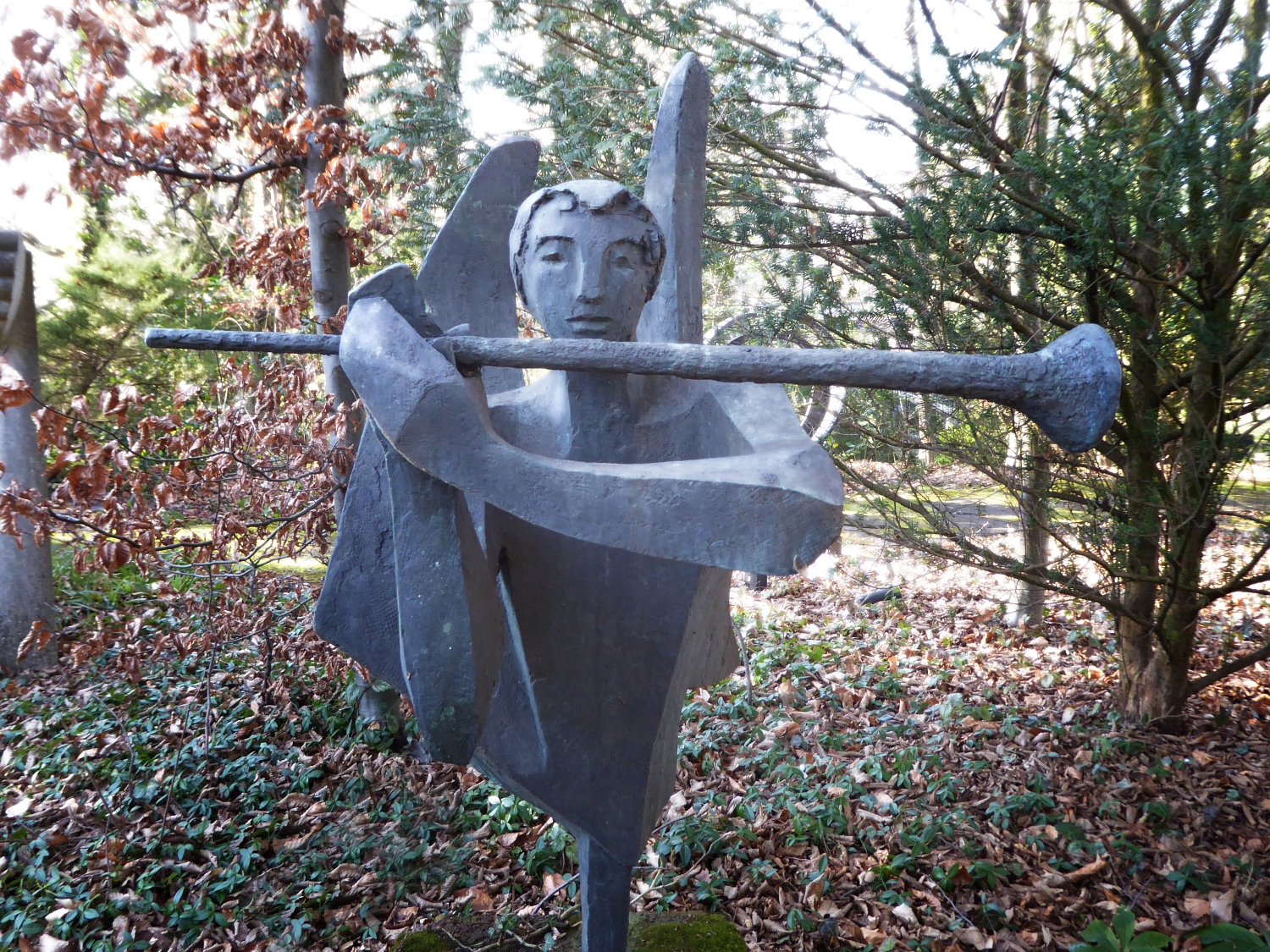
Grabplastik 1970 auf dem Friedhof am Hörnli

Xaver Ruckstuhl war ein Sohn des Otto Ruckstuhl und der Josefina, geborene Häni.
Er absolvierte eine Schreinerlehre und arbeitete anschliessend in verschiedenen Werkstätten. 1939 trat er in das Kloster Engelberg ein und war in deren Schreinerei tätig. Sein Abt Leodegar Hunkeler (1887–1956) erkannte sein schöpferisches Talent und schickte ihn an die Kunstgewerbeschule Luzern. Anschliessend bildete er sich von 1945 bis 1946 bei dem in Stans lebenden Bildhauer Albert Schilling weiter. Als dieser 1946 in sein neu erbautes Atelierhaus nach Arlesheim zog, half ihm Bruder Xaver mehrere Wochen, indem er für ihn Gestelle und Schränke anfertigte.
Als das Kloster Engelberg zum Ausbau seiner 1936 übernommenen Mission in Französisch-Kamerun einen erfahrenen Schreiner benötigte, stellte sich Bruder Xaver zur Verfügung. Er stand von 1947 bis 1952 der Missionssägerei in Otélé vor und rüstete als erstes die bis anhin vorwiegend handwerklich betriebene Schreinerei mechanisch aus.
Zurückgekehrt konnte er bald in der ehemaligen Waschküche des Klosters Engelberg sein Atelier einrichten und sich vermehrt seiner künstlerischen Arbeiten widmen. Seine Tätigkeit umfasst ungefähr die Zeit der zweiten Hälfte der sogenannten Liturgischen Bewegung oder die Zeit vom Kriegsende 1945 bis zum Zweites Vatikanisches Konzil 1965. Ein zentrales Anliegen seines Schaffens war das Mutter-und-Kind-Thema. Seine Werke, die er mit verschiedenen handwerklichen Techniken auch selbstständig schuf und in der Regel auch selber fotografierte, liess er in der «Fonderia d’arte» in Mendrisio giessen. Dort war er ein gern gesehener und geschätzter Gast der Familie Medici und deren Angestellten.
1956 wurde eine kunsthandwerkliche Arbeit von Ruckstuhl, ein aus Elfenbein geschnitzter Stab für eine Äbtissin, an der Biennale für christliche Kunst in Salzburg mit der goldenen Medaille für Kunstgewerbe ausgezeichnet. 1971 erhielt er den Obwaldner Kulturpreis. Chantal Hug, Schwester des Klosters Melchtal, absolvierte 1971 ein Praktikum bei Bruder Xaver. In den 1970er-Jahren stellten sie mehrere Male gemeinsam ihre Werke aus. Zusammen verband sie eine lebenslange Freundschaft.

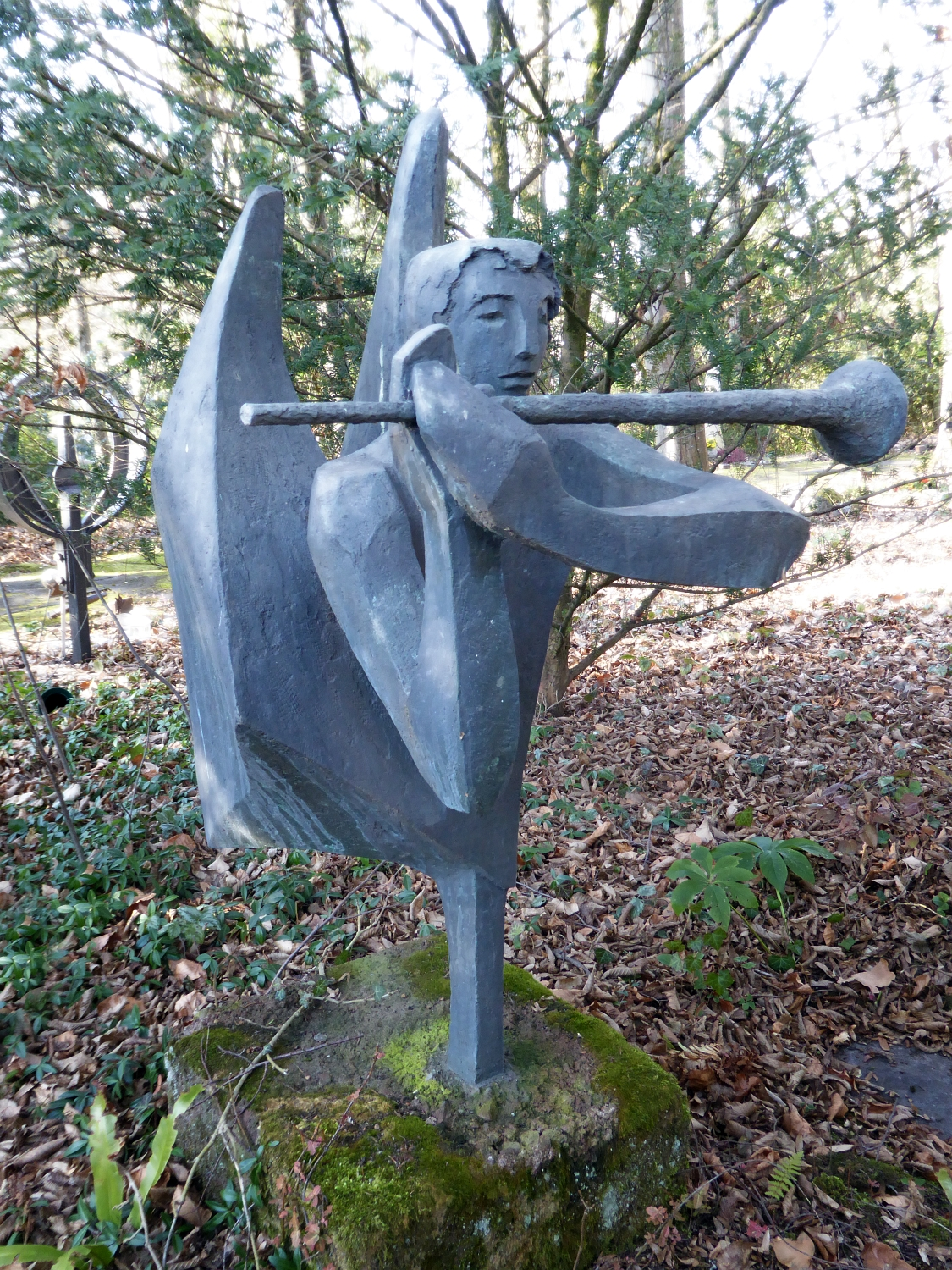
Grabplastik 1970 auf dem Friedhof am Hörnli
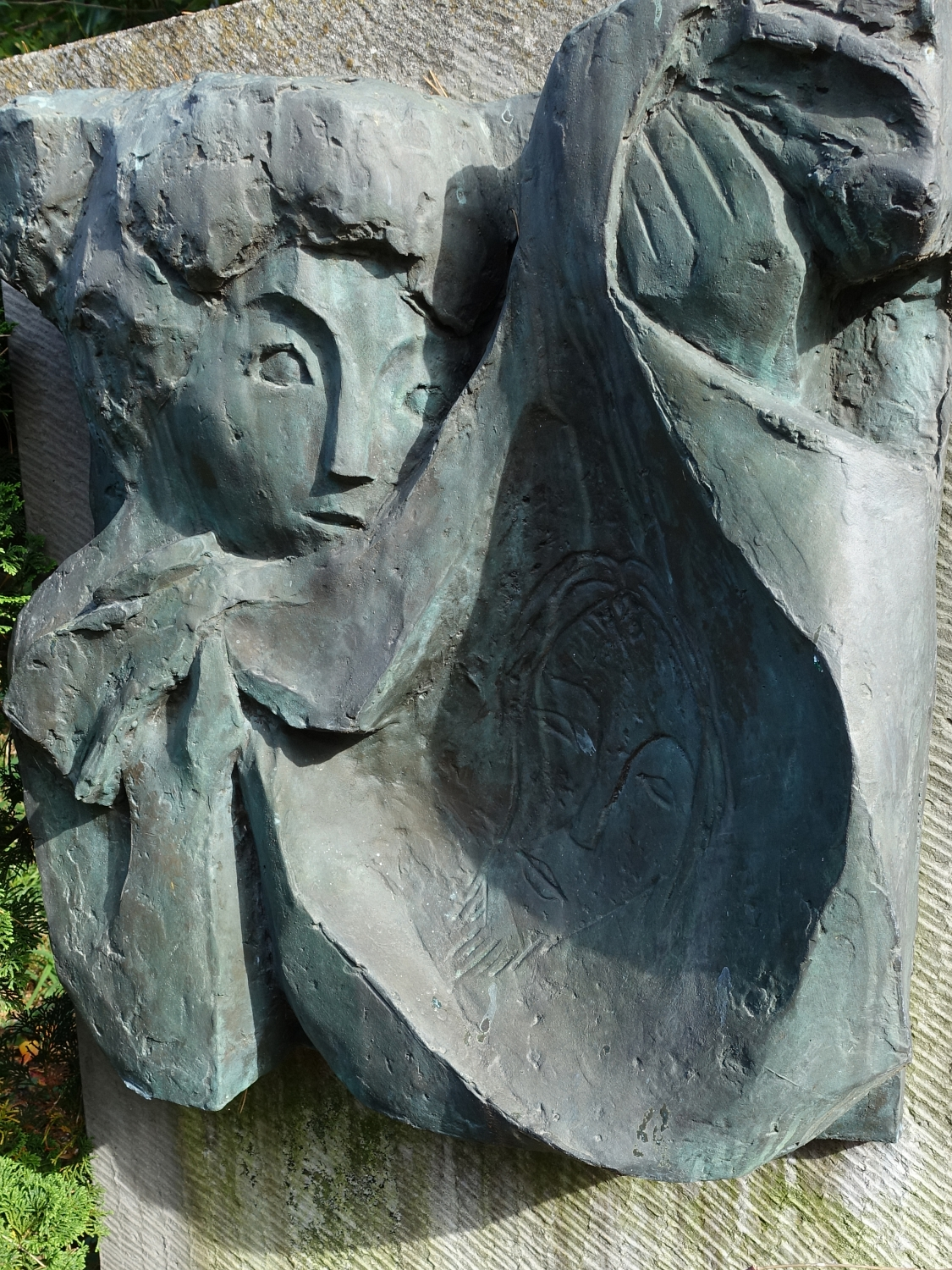
Grabplastik auf dem Friedhof am Hörnli
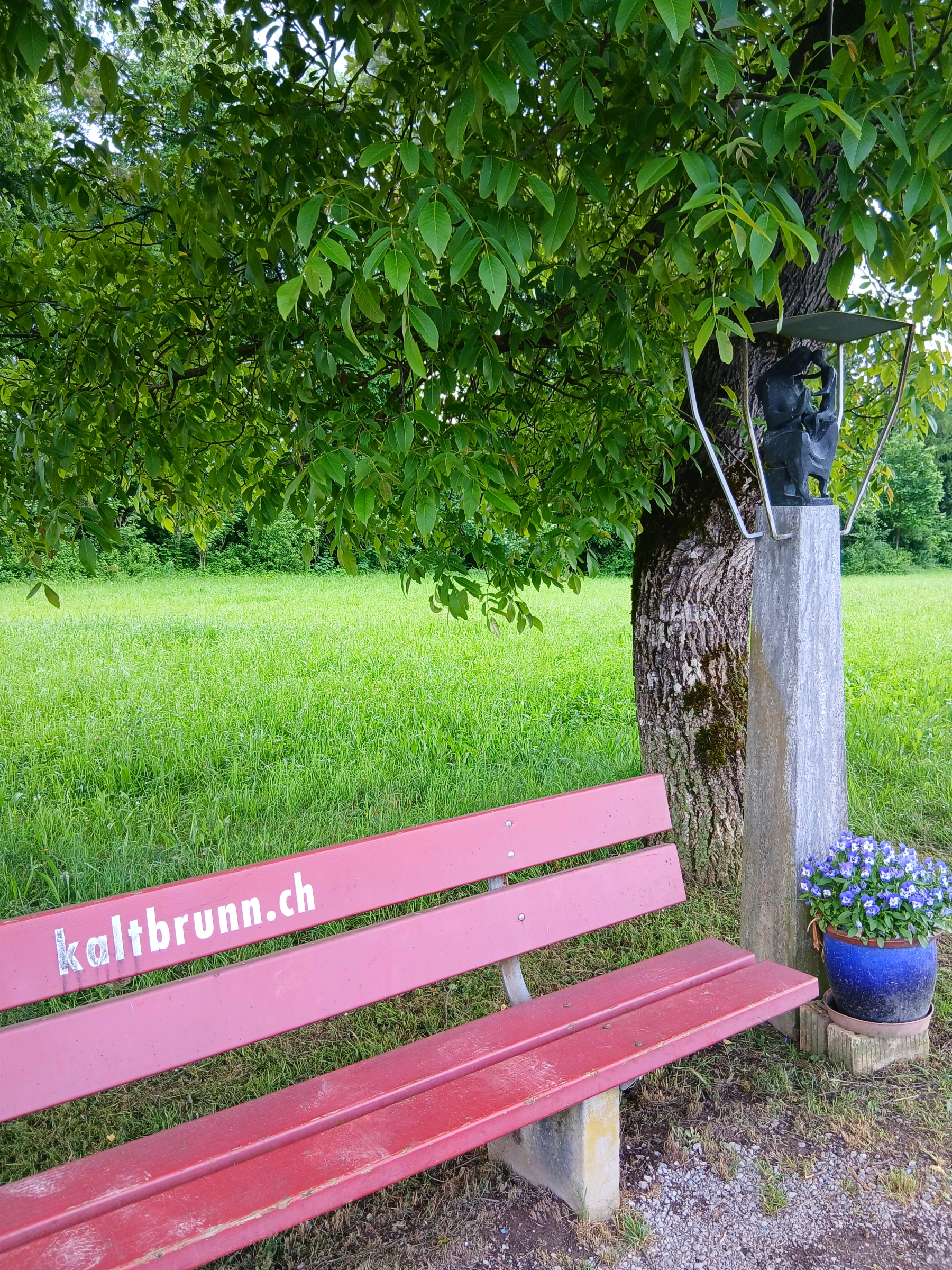
Maria und Kind, Kaltbrunnen
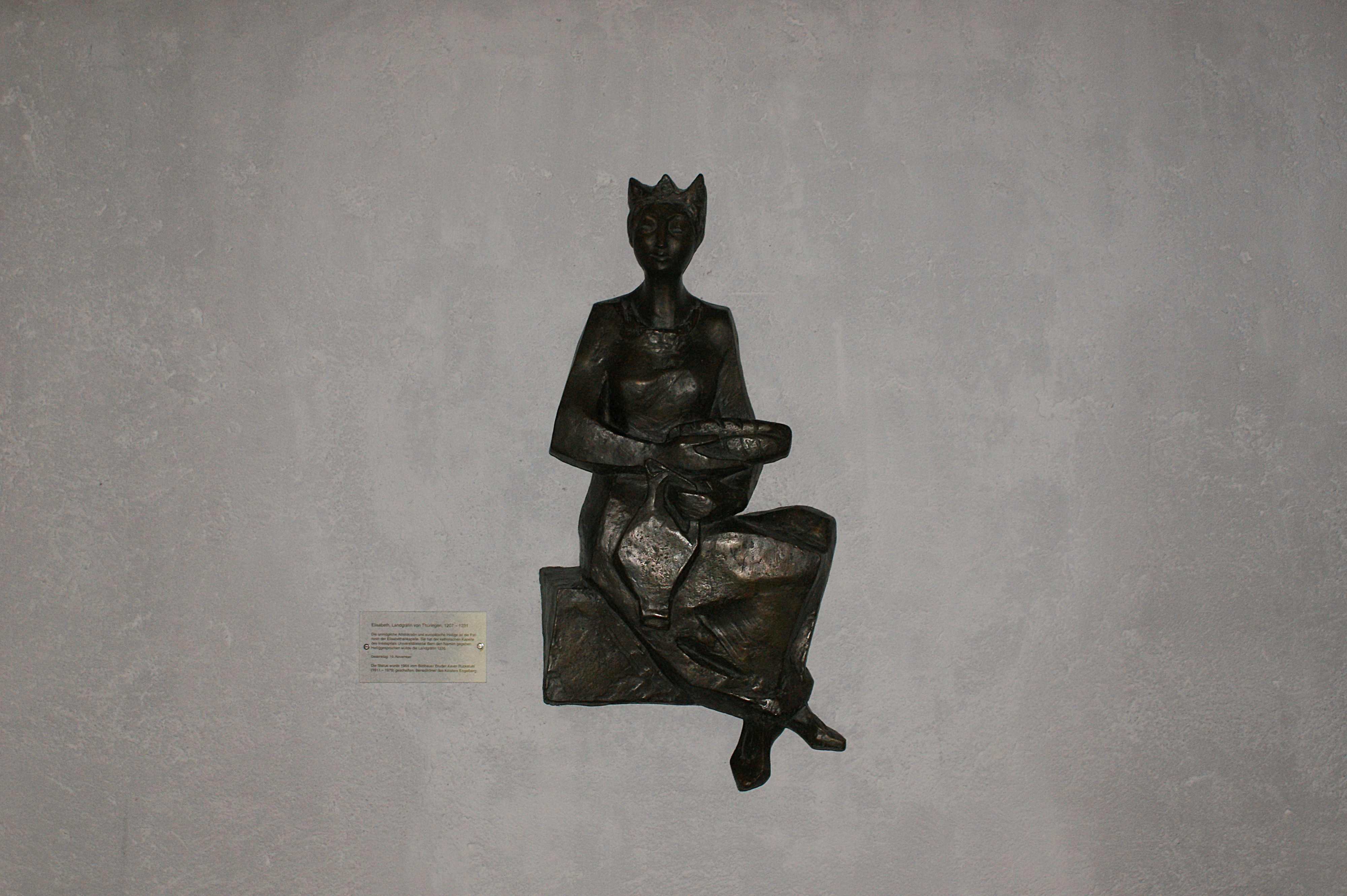
Bronzestatue Heilige Elisabeth, 1964 in der Elisabethenkapelle Inselspital